# Моэт, Клод
Клод Моэ́т (фр. Claude Moët; 1683, Эперне — 7 марта 1760, Эперне) — французский винодел, основатель Moët & Chandon. Моэт был первым виноделом в Шампани, производившим исключительно игристые вина.

## Биография
В начале XVIII века Клод Моэт обзавёлся виноградником вблизи города Эперне, в регионе Шампань во Франции. Он занимался производством игристых вин, что тогда было редкостью для виноделов. Сначала Моэт продавал шампанское через виноторговцев, однако вскоре предпочёл вести дела независимо и первыми покупателями шампанского Клода Моэта стали местные дворяне. Он знал, как правильно продавать — через личный контакт с клиентами. В 1742 году стал одним из поставщиков для королевского двора. В 1743 году Клод Моэт выкупил помещение у одного из торговцев в Эперне и занял его. С этого момента отсчитывается история компании Moёt. Одним из самых преданных клиентов винодела была Маркиза де Помпадур. В 1760 году Клод Моэт умер, и внук Жан-Реми Моэт возглавил компанию.

## История рода
По одной из версий, род Моэт берет свои корни от голландского солдата по имени Ле Kлерк, сражавшегося вместе с Жанной д’Арк против попыток англичан помешать коронации Карла VII. В качестве награды за службу король дал ему имя Моэт. По другой версии, фамилия Моэт происходит от прозвища — до четырнадцатого века род назывался Ле Клерк и получил прозвище «Ле Моэ или Муэ» из-за надутых губ. В то время нередко фамилии были прозвищами, характеризующими и различающими людей.